# Othmar Schauberger
Othmar Schauberger (* 11. Oktober 1901; † 26. Juli 1993 in Bad Ischl in Österreich) war ein österreichischer Höhlenforscher.

## Leben
Seine erste Höhlenbefahrung führte Othmar Schauberger im Jahre 1919 während der Erforschung der Gassel-Tropfsteinhöhle bei Ebensee durch. Mit dem Erlass vom 16. Juli 1920 erhielt er vom Staatsamt für Land- und Forstwirtschaft den Auftrag zur Erkundung und Erforschung von phosphathaltigen Höhlen im Salzkammergut, den er in den Jahren 1921 bis 1925 ausführte (siehe auch: Österreichische Höhlendüngeraktion). Bereits im Jahre 1921 wurde er Korrespondent der Bundeshöhlenkommission und Mitglied der Speläologischen Gesellschaft.
Während seiner Studienzeit an der Montanuniversität Leoben und seiner späteren beruflichen Tätigkeit als Bergingenieur in Österreichs Salzbergbauen widmete er sich der Erforschung der Karstlandschaften der Trauntaler Alpen, des Dachsteins und des Toten Gebirges. Am 12. August 1934 erreichte er bei einer Forschung mit dem Landesverein für Höhlenkunde in Salzburg den tiefsten Punkt der Eisriesenwelt im Tennengebirge („Schauberger-Grund“).
1936 gründete er mit gleichgesinnten Bergleuten die Höhlenforschervereinigung Alt-Aussee aus welcher der heutige Verein für Höhlenkunde in Obersteier hervorging.
Während des Zweiten Weltkrieges benützte er seinen militärischen Einsatz in Norwegen zur Erforschung dortiger Höhlen. Nach Kriegsende erstellte er im Auftrage des Bundesdenkmalamtes und der Österreichischen Bundesforste mehrere montangeologische Gutachten für die Neuanlage und Wiederherstellung der Weganlagen in der Dachstein-Rieseneishöhle und der Koppenbrüllerhöhle.
Als Mitglied der Bundeshöhlenkommission stellte er 1953/1954 ein Höhlenverzeichnis des gesamten Salzkammergutes auf. Sein Grab befindet sich auf dem Friedhof Bad Ischl.

## Werke
- Höhlen im Kammergebirge, Sepläologisches Jahrbuch, Bd. IV, Wien 1923
- Höhlen im Steirerseeplateau des Toten Gebirges, Speläologisches Jahrbuch, Bd. VII/IX, Wien 1928
- (mit K.Ehrenberg) Die Große und kleine Schoberwiesloserhöhle, Akademischer Anzeiger, Österr. Akad.d.Wiss., math.-naturwss.Kl., Bd. 87, H. 7, Wien 1950
- Höhlen in Norwegen, Protokoll der 6. Vollversammlung der Bundeshöhlenkommission, Wien 1951
- Das österreichische Höhlenverzeichnis, Mitteilungen der Höhlenkommission, Wien 1952